# قاضي حسين أحمد
قاضي حسين أحمد الزعيم السابق للجماعة الإسلامية في باكستان، يعتبر أحد علماء الدين ورواد السياسة في باكستان، وكان حسين أحمد أحد المناهضين للاحتلال الأميركي لأفغانستان، بدعوى الحرب على الإرهاب، إضافةً لمعارضته لنشاطات الجيش الأميركي في باكستان.

## حياته
ولد الشيخ قاضي حسين أحمد 1938 م، في إقليم بيشاور.
- تخرج من قسم الجغرافيا في جامعة بيشاور الباكستانية، وعمل في مهنة التدريس بإحدى الجامعات لمدة 3 سنوات ليتفرغ بعدها لعمله الخاص.
- انضم إلى «الجماعة الإسلامية في باكستان» أثناء دراسته، وأصبح عضوًا فيها عام 1970 م.
- في عام 1986 م، تم انتخابه عضوًا في مجلس الشيوخ الباكستاني، الذي استقال منه عام 1996 احتجاجًا على الفساد السياسي.
- تولى زعامة «الجماعة الإسلامية الباكستانية»، في أكتوبر عام 1987 م، وذلك بعد خلافات مع زعيمها السابق، ميان طفيل محمد.
- لعب حسين أحمد دوراً مهماً خلال الغزو السوفياتي لأفغانستان (1979 – 1989) م، خصوصًا مع استضافة مدينة بيشاور جماعات المقاتلين الأفغان.
- أثناء قيادته الجماعة الإسلامية، كوّن حسين أحمد علاقات قوية مع التيارات الإسلامية في الدول العربية، ودول الخليج خاصة، سرعان ما ضعفت تلك العلاقات بعد الحرب العراقية الكويتية عام 1990 م.
- عٌرف عنه قدرته على حشد الشارع الباكستاني في تظاهرات مليونية، وقاد بنفسه التظاهرات ضد حكومة بوتو الثانية في نوفمبر عام 1996 م، الأمر الذي كان سببًا رئيسيًا في سقوطها.
- انتخب عضوًا في الجمعية الوطنية الباكستانية في عام 2002 م.
- في مارس عام 2009 م، استقال من رئاسة الجماعة الإسلامية وتفرغ لإقامة الندوات واللقاءات مع مختلف الشخصيات.[2]

## مواقفه
- قال بعد إعدام صدام حسين: «صدام حسين تعرّض للظلم بسبب تحديه لتكبّر بوش».[3]
- قاد مسيرة لمجلس العمل المتحد تحالف الأحزاب الإسلامية المعارضة في باكستان للاحتجاج على قانون «حماية المرأة» في 2006 م.[4]
- اتهم الهند بالوقوف خلف تفجير فندق «ماريوت» بالعاصمة الباكستانية الذي أوقع بغية «زعزعة استقرار إسلام أباد، وتجريدها من تأثيرها الإقليمي والدولي».[5]

## وفاته
توفي يوم الأحد 6 يناير 2013 م في مدينة [[إسلام آ